# Dumitru Iuga
Dumitru Iuga  (* 21. April 1942 in Mateești,  Kreis Vâlcea, Rumänien) ist ein rumänischer Dissident und Gewerkschaftsführer.

## Leben und Werk

### Vor der Rumänischen Revolution 1989
Dumitru Iuga wuchs als Kind einer Bauernfamilie mit vier Geschwistern auf. Mit 18 Jahren zog er nach Bukarest, wo er bei dem Unternehmen Întreprinderea de Construcţii şi Montaje nr. 5 zum Anstreicher ausgebildet wurde. Er studierte an der technischen Schule Unirea und verließ diese 1969 mit einem Anschluss als Elektrotechniker. Er begann 1968, im dritten Jahr seines Studiums, seine Tätigkeit als Operator bei der staatlichen Fernsehanstalt Televiziunea Română (TVR). Zu dieser Zeit wurde er bereits in den Akten des rumänischen Geheimdienstes Securitate als „gefährliches Element“ geführt.
Iuga war von der Formierung der freien polnischen Gewerkschaft Solidarność beeindruckt und versuchte diese Idee auch in Rumänien umzusetzen. 1982 schrieb der Techniker sein Manifest für die „Bewegung für Freiheit und soziale Gerechtigkeit in Rumänien“ (rumänisch Mișcarea pentru libertate și dreptate socială, MLDSR), deren Ziel es war, Rumänien in einen demokratischen Staat zu transformieren und die historischen Grenzen wiederherzustellen. Unter anderem forderte er den Aufbau freier Gewerkschaften sowie die Reform der Wirtschaft, der Bildung, der Kultur und des Sozialwesens. Mitgründer der Organisation waren der Ingenieur Gabriel Beianu, der Cartoonist Viorel Vicovan, der Arbeiter Grigore Dorin Mîndrilă, der Student Cornel Tomescu, der Schlosser Ion Nicolici, der technische Zeichner Daniel Mitrache, der Elektroniker Cristian Haltrich und der Rumänischlehrer Ștefan Chișcă.
Im Frühsommer 1983 wurde die Securitate auf die Organisation aufmerksam und nahm die Spur der MLDSR-Mitglieder auf. Iugas Wohnung wurde am 31. August heimlich durchsucht, wobei belastendes Material sichergestellt wurde. Am 27. Januar 1984 wurde Iuga als der „Anführer der Konterrevolutionäre“ und wegen „Verbrechen gegen die Sicherheit des Staates“ zu zwölf Jahren und sieben seiner Mitstreiter zu fünf Jahren Gefängnis verurteilt. Gegen 80 weitere Personen wurde ermittelt.
Die Umstände Dumitru Iugas wurden 1987 in der westlichen Welt bekannt. Jan Debrouwere, einer der Führer der Kommunistischen Partei Belgiens wie auch die Organisation Amnesty International setzten sich für seine Freilassung ein. Am 26. Januar 1988 wurde durch Anwendung des Dekrets 11 das Strafmaß halbiert, sodass Iuga 1989 entlassen wurde. Dumitru Iuga hatte bis dahin sechs Jahre in verschiedenen Gefängnissen für politische Häftlinge verbracht, darunter die Anstalten in Rahova, Aiud und Jilava.

### Nach der Rumänischen Revolution 1989
Obwohl das Staatsfernsehen einer der Hauptschauplätze der Rumänischen Revolution 1989 gewesen war, wurde noch fünf Jahre später um seine politische Unabhängigkeit gekämpft. Im Juni 1994 wurden die staatlichen Rundfunkmedien infolge neuer Gesetzgebung als öffentliche Institutionen dem rumänischen Parlament untergeordnet. Der Kulturausschuss des rumänischen Parlaments und der Rumänische Senat hatten zwar der Ernennung der zwei von den Beschäftigten des staatlichen Fernsehen gewählten Vorstandsmitgliedern – Gabriel Liiceanu und Neculai Constantin Munteanu – in den 13-köpfigen Vorstand zugestimmt, jedoch beschloss die Mehrheit der Mitglieder der im Rumänischen Parlament vertretenen Parteien Liiceanu mit dem Kandidaten der Geschäftsführung der Sendeanstalt, Paul Solac, zu ersetzen.
Dumitru Iuga, der mittlerweile zum Führer der Gewerkschaft für Beschäftigte beim rumänischen Fernsehen (RTVR) gewählt worden war, weigerte sich neue Kandidaten zu benennen und trat aus Protest gegen Zensur und Personalpolitik im März 1995 in Bukarest in einen Hungerstreik. Ziel der Aktion war die Erreichung von Unabhängigkeit der nationalen Fernsehstation nach den Fairnesskriterien des Europarates.
Gesundheitlich ernstlich geschwächt brach Iuga den Protest nach 36 Tagen am 6. April ab. Mittlerweile war auch Paul Solac von der Liste der Nominierten gestrichen worden.
Iuga war zu dem Schluss gekommen, dass sein Protest „in seiner jetzigen Form nicht mehr von Nutzen“ sei. Mehrere andere Gewerkschaftsmitglieder, die solidarisch mit Iuga gefastet hatten, beendeten ebenfalls ihren Protest. Iuga kündigte an zukünftig andere Formen des Protestes zu wählen und fügte hinzu, dass die Behörden als „störend“ erachtete Kandidaten für den Radio- und Fernsehverwaltungsrat „mit allen Mitteln“ verhindern wollten. Da das Parlament für die verbleibenden acht Sitze im Rat Neuwahlen abhalten wolle, würde eine Weiterführung des Streiks bedeuten „den Kampf aufzugeben“.
Dumitru Iuga führte die Gewerkschaft RTVR bis zu seiner Pensionierung 2005.